# 플라토주 (콩고 공화국)
플라토주(프랑스어: Plateaux)는 콩고 공화국 중부에 위치한 주로, 주도는 잠발라이다. 북쪽으로는 퀴베트 주, 남쪽으로는 풀 주, 남서쪽으로는 레쿠무 주와 인접해 있고 서쪽으로는 가봉, 동쪽으로는 콩고 민주 공화국과 국경을 맞대고 있으며 4개 구(아발라 구, 잠발라 구, 감보마 구, 레카나 구)를 관할한다.